# Лоскутово (Нижегородская область)
 Лоскутово  — деревня в Шарангском районе Нижегородской области в составе  Черномужского сельсовета .

## География
Расположена на расстоянии примерно 4 км на запад от районного центра посёлка Шаранга.

## История
Известна с 1891 года как починок Лоскутов, в 1905 (тогда Лоскутовский) отмечено дворов 51 и жителей 267, в 1926 (уже деревня Лоскутово) 69 и 334, в 1950 61 и 200.

## Население
Постоянное население составляло 27 человек (русские 100%) в 2002 году, 19 в 2010.